# Świebodów
Świebodów (deutsch Schwiebedawe, 1925–1947 Frankenberg) ist ein Dorf der Landgemeinde Krośnice im Powiat Milicki der Woiwodschaft Niederschlesien in Polen.

## Geographische Lage
Świebodów liegt sieben Kilometer südöstlich von Milicz (Militsch) und vier Kilometer südwestlich von Krośnice (Kraschnitz). Es ist über eine Abzweigung von der Droga krajowa 15 in östlicher Richtung zu erreichen. Ein Bahnanschluss besteht nicht.

## Geschichte
Der Ort wurde im Jahr 1368 erstmals erwähnt. Schwiebedawe war Sitz einer Gutsherrschaft, die seit 1787 dem späteren Landrat des Kreises Militsch Gottlob Sylvius Wilhelm von Koschembahr gehörte. 1804 fiel das Gut an seinen Erben, den Stadtdirektor Ernst August Hübner aus Oels. Spätestens seit 1830 gehörte das Gut der Familie Koschützky. Es gab dort eine Windmühle, eine Wassermühle und eine Ziegelei. Vor 1845 wurde eine evangelische Schule eingerichtet. Der evangelische und katholische Kirchgang fand in Militsch statt. 1871 fiel das Gut an den Schwiegersohn Rudolf von Wechmar.
Im Jahr 1874 wurden die Landgemeinde Schwiebedawe und der gleichnamige Gutsbezirk Schwiebedawe dem neu gebildeten Amtsbezirk Melochwitz im Kreis Militsch zugeordnet. Wenig später gelangten die beiden Verwaltungseinheiten an den Amtsbezirk Zwornogoschütz. 1925 wurde die Landgemeinde Schwiebedawe in Frankenberg umbenannt. Im Jahr 1926 erfolgte die gleiche Umbenennung auch für den Gutsbezirk. 1928 wurde der Gutsbezirk an die Landgemeinde angeschlossen und in der Folge das Gut durch die Schlesische Landschaft aufgesiedelt.
Nach Ende des Zweiten Weltkrieges wurde Frankenberg im Sommer 1945 zusammen mit fast dem gesamten Schlesien von der sowjetischen Besatzungsmacht unter polnische Verwaltung gestellt. Die einheimische deutsche Bevölkerung wurde in der Folgezeit weitgehend vertrieben. Im September 1947 erhielt der Ort den polnischen Ortsnamen Świebodów. Das ehemalige Gutshaus ist nicht mehr vorhanden.

### Bevölkerungsentwicklung
| Jahr | Einwohner | Anmerkungen                       |
| ---- | --------- | --------------------------------- |
| 1787 | 218       |                                   |
| 1830 | 341       | Davon fünf Katholiken             |
| 1845 | 387       | Davon acht Katholiken             |
| 1910 | 295       | Landgemeinde: 221, Gutsbezirk: 74 |
| 1933 | 319       | [ 4 ]                             |
| 1939 | 303       | [ 4 ]                             |
| 2011 | 252       | [ 5 ]                             |

## Söhne und Töchter des Ortes
- Gottlob Sylvius Wilhelm von Koschembahr (1756–1803), preußischer Landrat
- Ryszard Szurkowski (1946–2021), polnischer Radrennfahrer